# Dźwierzno (powiat płocki)
Dźwierzno – wieś sołecka w Polsce położona w województwie mazowieckim, w powiecie płockim, w gminie Radzanowo.
Wieś duchowna położona była w drugiej połowie XVI wieku w powiecie płockim województwa płockiego. W latach 1975–1998 miejscowość należała administracyjnie do województwa płockiego.

## Części wsi
| SIMC    | Nazwa        | Rodzaj    |
| ------- | ------------ | --------- |
| 0573581 | Działkowicze | część wsi |
| 0573598 | Stara Wieś   | część wsi |

## Historia
Wieś znana z dokumentów już w wieku XIII.
Akt uposażenia kościoła płockiego z połowy XIII wieku wymienia Dźwierzno jako własność kapituły.
W roku 1409 Grzymisław, kanonik płocki, potwierdza sprzedaż sołtystwa w Dźwierznie za 25 kop groszy praskich.
W roku 1570 Dźwierzno ma 8 łanów kmiecych, jednego zagrodnika i jednego piwowara.
W wieku XIX Dźwierzno wymieniane jest jako wieś i folwark majorat, w powiecie płockim, w gminie Rogozino, parafii Ciachcin. 
Według lustracji z roku 1827 było tu 13 domów i 112 mieszkańców.
Spis z roku 1862 pokazał tu 148 mieszkańców, 20 osad włościańskich, 12 domów, 608 mórg powierzchni, w tym 528 mórg gruntu ornego. Włościanie posiadali 326 mórg gruntu. Przy wsi urządzony był wiatrak.